# Luana Knöll

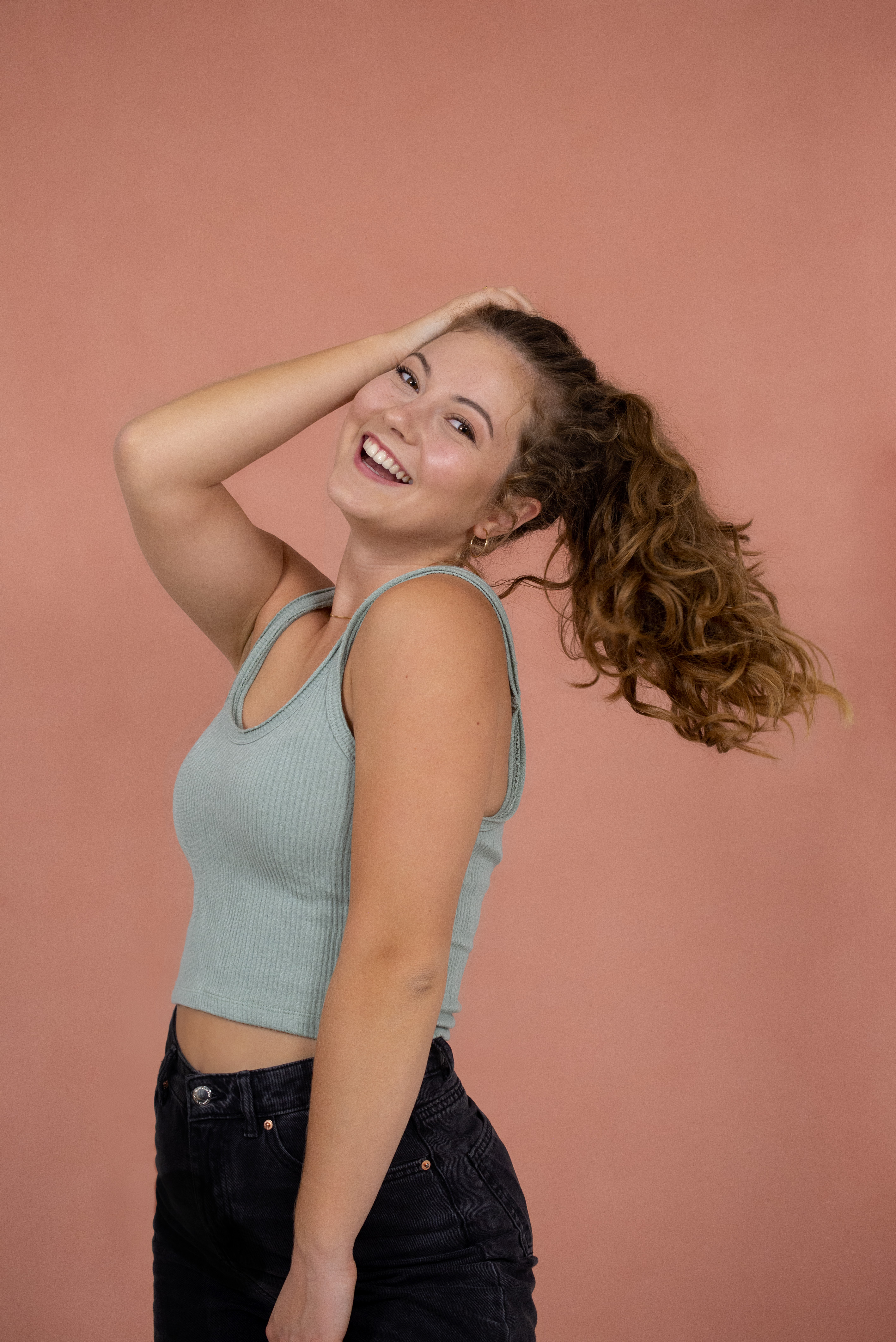
Luana Knöll (2014)

Luana Knöll (* 24. Juli 1999 in Nürnberg) ist eine deutsche Schauspielerin, Tänzerin und Sängerin, die durch ihre Rolle als Toni in der Serie Spotlight auf Nickelodeon bekannt wurde.

## Leben
Luana wuchs im Nürnberger Stadtteil Eibach auf, wo sie ihre Kindheit und Schulzeit verbrachte. Aktuell lebt sie in einer Wohngemeinschaft mit vier anderen Personen im Stadtteil Wöhrd. Nach ihrem Schulabschluss begann Knöll im Jahr 2018 eine Ausbildung zur Tänzerin und Tanzpädagogin.

## Karriere

### Als Schauspielerin
Den ersten Kontakt zum Schauspiel hatte Knöll im Alter von 12 Jahren, als sie bei den Kinofilmen Hanni und Nanni 2 und Hanni und Nanni 3 in einer Komparsen-Rolle zu sehen war. Nach diesen ersten Erfahrungen hielt sie aktiv nach Castings- und Bewerbungsmöglichkeiten Ausschau.
Im Jahr 2016 bewarb sich Knöll mit einem Video bei UFA Serial Drama für eine Rolle in der Serie Spotlight. Nachdem sie zum Casting eingeladen worden war, erhielt sie die Rolle als Toni. Ihre Rolle ist ein etwas schüchternes Mädchen, das es liebt zu singen und zu tanzen. Ausgehend von Spotlight und der Zusammenarbeit mit Nickelodeon war Knöll Teil von weiteren Nickelodeon-Produktionen, unter anderem bei Kazoom – Die Action-Spielshow (2017), Hey Nickelodeon (2017), Pixelpokal (2017), als Moderatorin bei den Kids Choice Awards (2017–2020), Toy Toy Toy – Die Unboxing Show (2018) und KCA Lieblingsmomente (2019).
Im Jahr 2020 nahm Knöll bei der Online-Serie Das Internat die Rolle der Mia ein. Ab dem 19. April 2021 soll die 2. Staffel von Das Internat starten.

### Als Sängerin
Knölls Debütsingle Allein wurde am 21. Oktober 2022 veröffentlicht. Ihren ersten Konzertauftritt als Sängerin erlebte Luana auf dem EP Release Konzert von Julia Kautz in München im November 2022. Am 25. November 2022 folgte ihre zweite Single LOL. Ihre dritte Single Strassenlichter veröffentlichte sie am 27. Januar 2023.

## Social Media
Durch ihre zahlreichen TV-Auftritte konnte Knöll eine große Anhängerschaft auf den Social-Media-Kanälen gewinnen. Sie ist hauptsächlich auf Instagram und TikTok aktiv und besitzt 167.000 Follower auf Instagram und rund 500.000 Follower auf TikTok. (Stand: Mai 2024)

## Filmografie

### TV-Serien und TV-Shows
- 2016–2019: Spotlight
- 2017: Hey Nickelodeon
- 2017: Kazoom – Die Action-Spielshow
- 2017: Pixelpokal
- 2018: KCA Countdown Show
- 2018: Toy Toy Toy – Die Unboxing Show
- 2019: Nickelodeon Kids’ Choice Awards
- 2021: Sex Zimmer, Küche, Bad
- 2024: Kiwis große Partynacht

### Musikvideos
- Friday – Moment

### Internet-Auftritte
- 2020–2021: Das Internat (Joyn.de)

## Diskografie
- 2022: Allein
- 2022: LOL
- 2023: Strassenlichter
- 2023: Kaltes Wasser